# James King (supercentenaire)
Pour les articles homonymes, voir James King.
James Monroe King, né le 15 novembre 1854, décédé le 5 juin 1967, est un supercentenaire américain qui fut doyen de l'humanité du 30 décembre 1964 jusqu'à sa mort, à l'âge de 112 ans et 202 jours. Il s'agit de l'homme le plus âgé jamais enregistré et du dernier doyen de l'humanité de sexe masculin.

## Biographie
James Monroe King est né dans le comté d'Independence, en Arkansas, aux États-Unis, le 15 novembre 1854. Après la mort de ses parents, il s'installa dans le Missouri avec ses deux frères, Mack et William, dans les années 1860. King s'installa ensuite dans la paroisse de Franklin, en Louisiane, en 1870.
Au cours de sa vie, il occupa plusieurs emplois, notamment celui de membre du conseil scolaire, de commerçant, d'agriculteur et de charpentier. Il était marié à Clara Brinsfield, et le couple eut dix enfants. Clara mourut en 1928 à l'âge de 69 ans.
Ses secrets pour une longue vie résidaient dans le travail acharné et l'abstinence de tabac. L'un de ses fils, le Dr Brinsfield King (1886-1987), décéda à l'âge de 100 ans.
Le 22 novembre 1962, après le décès de William Smith, âgé de 108 ans, originaire de Virginie-Occidentale, il devint l'homme le plus âgé au monde.
Le 30 décembre 1964, à la suite du décès de Mary Kelly, une Californienne de 113 ans, il est devenu la personne vivante la plus âgée du monde.
Le 17 novembre 1965, à l'âge de 111 ans et 2 jours, il est devenu l'homme le plus âgé jamais enregistré, dépassant le précédent record de Robert Early, qui était de 111 ans et 1 jour.
James King est décédé à Winnsboro, dans la paroisse de Franklin, en Louisiane, aux États-Unis, le 5 juin 1967, à l'âge de 112 ans et 202 jours.

## Records de longévité
Son âge a été vérifié par Robert Young, Daniel Gonik et Waclaw Jan Kroczek, et, en collaboration avec le Livre Guinness des records, validé à titre posthume par le Groupe de recherche en gérontologie, avec une date rétroactive au 9 novembre 2019.
James Monroe King est actuellement l'homme le plus âgé jamais enregistré et le dernier doyen de l'humanité de sexe masculin.